# Dunedinia
Dunedinia es un género de arañas araneomorfas de la familia Linyphiidae. Se encuentra en Nueva Zelanda y Australia. 

## Lista de especies
Según The World Spider Catalog 12.0:
- Dunedinia decolor Millidge, 1988
- Dunedinia denticulata Millidge, 1988
- Dunedinia occidentalis Millidge, 1993
- Dunedinia opaca Millidge, 1993
- Dunedinia pullata Millidge, 1988